# Apache ActiveMQ
Apache ActiveMQ（アパッチ アクティブ エムキュー）は、Apache License 2.0によるJava Message Service (JMS) を実装したメッセージ関連のオープンソースのミドルウェアである。クラスタリングや複数のメッセージ保存スペース、仮想マシン、キャッシュ、ジャーナリングに加え任意のデータベースをJMS永続性プロバイダとして利用できることなどといった「企業向け機能」を用いることが出来る。
Javaの他にも、.NETやC言語またはC++、もしくはDelphiやPerl、Python、PHPやRubyなどのスクリプト言語を様々な"Cross Language Clients"を通じ、多くのプロトコルやプラットフォームと接続しながら使うことが出来る。これらはいくつかの標準ワイヤプロトコルと、Apache独自のOpenWireと呼ばれるプロトコルを含んでいる。
ActiveMQはエンタープライズ・サービス・バスの実装において用いられている（例えば、Apache ServiceMix、Apache Camel、Talend Enterprise ESB、ESB Muleなど）。また、SOAインフラプロジェクトにおいてはApach CXFもまたよく用いられている。
ActiveMQに対する企業向けサポートは、IONA Technologiesなど別のベンダーから受けることが出来る。テストを受け、認証されサポートされているActiveMQの企業向けバージョンがFUSE Message Brokerと呼ばれて販売されている。